# Коммунар (бронепоезд)

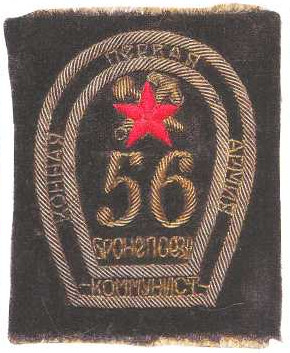
Нарукавный знак команды бронепоезда № 56 «Коммунист» Первой Конной армии.

«Коммунар» (по другим данным — «Коммунист») — советский бронепоезд № 56 броневых сил РККА времён Гражданской войны.

## В составе РККА
Бронепоезд № 4 «Коммунар» Восточного фронта был построен в феврале 1919 года в Алатыре. Командир — М. Гончаров. В мае 1919 года получил регистрационный номер Центроброни № 56, а в июне 1919 года перестроен на заводе Красное Сормово.
В 1919 году участвовал в боях против Вооружённых сил Юга России в районе Донецкого бассейна и Орла, в 1920 году — на Украине против Польской армии, прикрывая отступление частей Красной армии. Входил в состав Первой Конной армии.

## На службе Польской армии
В марте 1920 года захвачен польскими войсками, и его артиллерийские вагоны были включены в бронепоезд Польской армии «Грозный-Широкий» (пол. P.P. 22 - Pociąg Pancerny nr 22 «Groźny-Szeroki»), воевавший весной и летом 1920 года против Красной армии на Волыни, под Киевом и Варшавой.
После советско-польской войны бронепоезд прошёл несколько модернизаций, сменился локомотив. В состав бронепоезда входили две бронеплощадки советского производства. На одной было установлено два 75-мм орудия и девять пулемётов, на второй - одна 100-мм гаубица, 75-мм пушка и четыре пулемёта «Максим». В 1930-е годы на бронеплощадках были установлены зенитные пулемётные установки.
Вторую мировую войну бронепоезд «Грозный» встретил в составе армии «Краков». Уже 1 сентября 1939 года бронепоезд, патрулируя железнодорожную линию, столкнулся с передовыми частями 8-й пехотной дивизии вермахта. 7 сентября немецкие войска взорвали мост через реку Дунаец у населённого пункта Тачнов, отрезав бронепоезду пути к отступлению. Бронепоезд был взорван, чтобы не достался противнику.
Отремонтированные бронеплощадки «Грозного» немцы использовали для формирования своих Panzer Zug № 21 и Panzer Zug № 22.

## Известные бойцы
- Федоренко, Яков Николаевич (в 1919) — командир бронепоезда[6]
- Вишневский, Всеволод Витальевич (начало 1920) — пулемётчик бронепоезда
- Лизюков, Александр Ильич (сентябрь 1920 — сентябрь 1921) — начальник артиллерии бронепоезда[7]
- Стаканов Александр Николаевич - начальник пулемётной команды при бронепоезде (20 мая 1918 года по 1 июля 1918 года). Из послужного списка заместителя комиссара 5-го Западного стрелкового полка